# Rukkola.hu
A rukkola.hu – eredeti funkciója szerint – az első közösségi könyvcserélde volt, ahol több mint 37 000 felhasználó 100 000 könyve volt elérhető. Az oldal lényege az volt, hogy a felhasználó saját polcáról felajánlhatott pár könyvet, amit szívesen odaadna másnak, ezután pontokat gyűjthetett. A pontokért cserébe pedig válogatni lehetett mások feltöltött könyvei között, melyeket ingyen kaphattunk meg. A könyvek átvétele/átadása a személyes átvétellel, postai úton vagy Happonton keresztül történt, miután a felhasználók felvették egymással a kapcsolatot. A felhasználók utólag értékelhették is egymást, ezzel kiszűrve az esetleges csalókat a rendszerből.
Az oldalt 2015 októberében felvásárolta a Publio Kiadó Kft. azzal a céllal, hogy a másodkezű könyvértékesítésben további sikereket érjen el, esetleg új termékeknél is bevezesse e szolgáltatást. Az oldal eredeti funkciójában 2023. október 1-jén megszűnt; jelenleg webáruházként üzemel.

## Története
Az oldal 2012. július 10-én indult; alapítói Kun Gabriella, Kovács Adrián és Cziczlavicz Péter. A rukkola.hu indulása után eltelt fél évben a felhasználók száma rohamosan nőtt, elérte a 37 000 tagot is. Fél év alatt csaknem 120 ezer könyv cserélt gazdát; a tagok naponta 650 könyvet adtak át egymásnak.
A kezdeményezés a Primus Capital Partners és a Metropol „Alap a jövőhöz” pályázatának díját is elnyerte, mely egyedi ötlettel induló vállalkozásokat keresett. 400 jelentkezőből választották ki a legjobbnak a közösségi könyvcserélde ötletét. Az 1 millió forint készpénzt és 2 millió forint értékű vállalatépítési és prezentációs tanácsadási szolgáltatást az oldal javítására, fejlesztésére fordíthatták.

## Az oldal alapszabályai
- Rukkolj olyan könyvet, amit magad is happolnál!
- A rukkoló állja a költségeket. Mindig postázz, ha azt kérik!
- Csak annyi könyvet rukkolj, amennyit képes vagy elküldeni postán!
- Ha happoltál, akkor elsőnek vedd fel a kapcsolatot a rukkolóval!
- Légy kedves, adj örömöt! Mindig válaszolj az e-mailekre!
- Rerukk, rerukk, rerukk! Tedd vissza a könyvet, ha elolvastad!
- Érezd jól magad! A rukkola nem lóverseny, a rukkoló pedig nem gőzmozdony.[1]

## Fontosabb kifejezések
- Rukkolás: könyv feltöltése a rendszerbe
- Happolás: könyv beszerzése
- Passzolás: könyv továbbítása másik felhasználóknak
- Happont: könyvek leadására és átvételére használható helyek

## Happontok
A Happontok önkéntes alapon csatlakozó helyek, ahol a felhasználók leadhatják és átvehetik könyveiket. A Happontokat nem köti a rukkola.hu-hoz szerződés, szabadon kiléphetnek a megegyezésből. A Happontok opcionálisan jelölhetik hivatalos rukkola.hu matricával a kirakatban funkciójukat. Egyes happontok között transzfer is működik, ezzel megkönnyítve a rukkolók és happolók dolgát.